# Elzéar Hamel
Pour les articles homonymes, voir Hamel.
Elzéar Hamel (né à Montréal le 4 mai 1870 et mort à Montréal le 26 décembre 1944) était un comédien de théâtre et humoriste québécois.

## Biographie
Elzéar Hamel est né à Montréal en 1870 et y a passé toute sa vie. Il commence à jouer très jeune, à 7 ans, dans diverses troupes d'amateurs. Il commence sa carrière professionnelle en 1898 et devient rapidement une figure familière des scènes montréalaises, connu surtout pour ses rôles dans des drames dans lesquels il joue souvent les vilains. 
Il se produit avec de nombreux comédiens montréalais connus et avec des vedettes de la scène musicale du Québec, dont Alexandre Desmarteaux et il connaît très vite un grand succès. La presse locale présente Hamel comme l'acteur dramatique que tout Montréal applaudit (Le Passe-temps, 7 février 1920). 

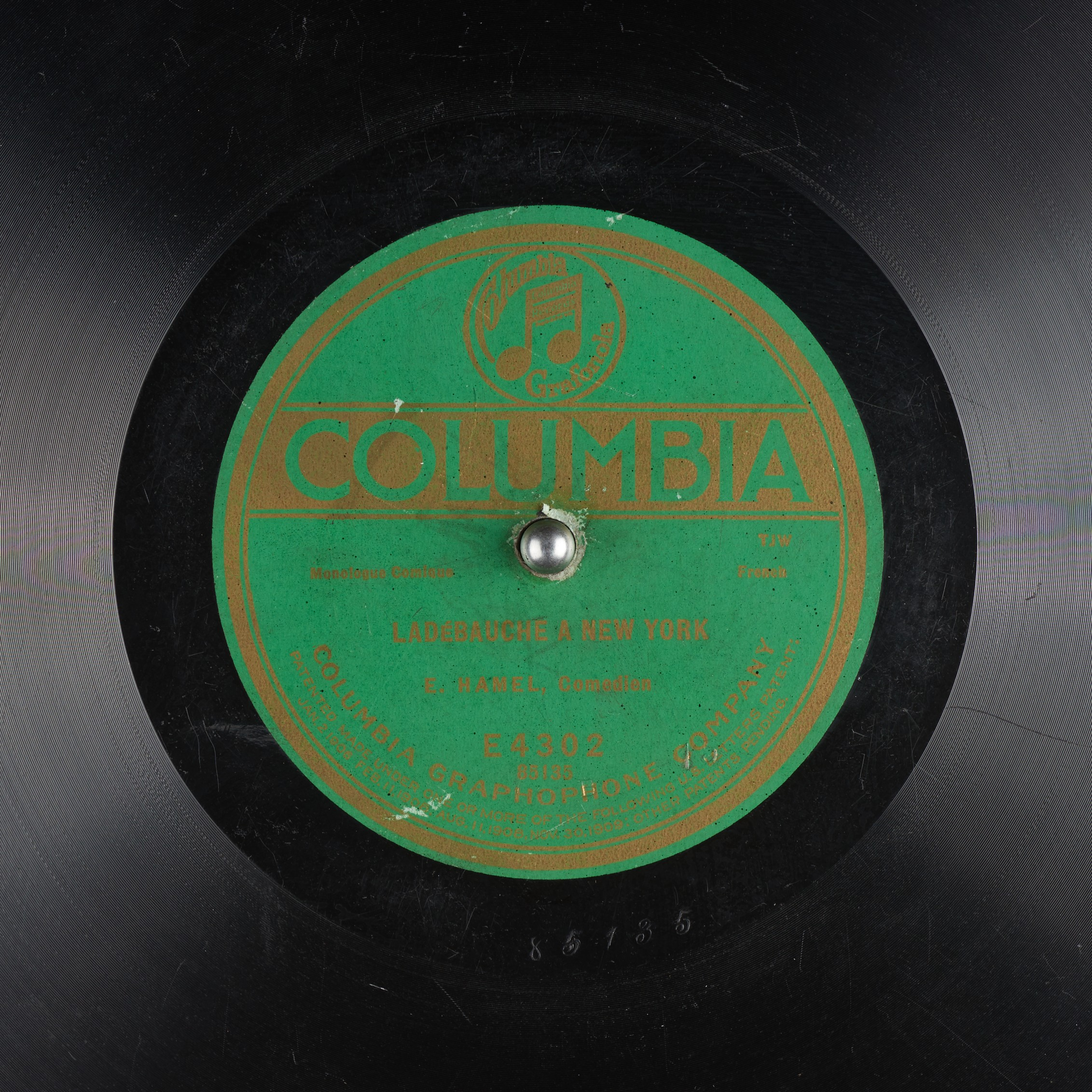
Étiquette du disque du monologue "Ladébauche à New York", interprété par le comédien Elzéar Hamel, enregistré chez Columbia, 1919.

Elzéar Hamel développe aussi un répertoire de monologues comiques qu'il a enregistrés chez Columbia et His Master's Voice entre 1916 et la fin des années 1920. Plusieurs de ses enregistrements se font avec d'autres comédiens dont Juliette Béliveau. De plus, quelques-uns des enregistrements de Hamel ont aussi imité les voix de comédiens canadiens-français connus, dont Alexandre Desmarteaux et Blanche Gauthier. 
Devant la crise majeure que connaît le théâtre à Montréal à partir de la fin des années 1920, il abandonne la scène en 1931 et se tourne alors vers la radio, comme beaucoup de ses contemporains.

## Sources
- Le Gramophone virtuel